# 934 Thüringia
934 Thüringia este un asteroid din centura principală, descoperit pe 15 august 1920, de Walter Baade.